# Четыре воскресенья
Четыре воскресенья (азерб. Dörd bazar günü) — советская 2-серийная телевизионная военная драма 1975 года производства киностудии Азербайджанфильм, являющиеся экранизацией одноимённой повести Гусейна Аббасзаде.

## Синопсис
Фильм рассказывает о грозных годах ВОВ. В центре сюжета — события на фронтах в БССР, где партизаны после госпиталя смогли найти свою воинскую часть. Первые роли в кино актёров Яшара Нури и Шукуфы Юсифовой. Телефильм был снят по заказу ЦТ СССР.

## Создатели фильма

### В ролях
С. Исмаилов — Ниджат (ребёнок)
Гасан Турабов — Ниджат
А. Тагиев — Бадир (ребёнок)
Аладдин Аббасов — Бадир
Рашад Джафаров — Джалал в молодости
Тофик Мирзаев — Джалал
Яшар Нури — Сейран
Юрий Сидоров — Павел Чипурин
Тельман Адыгёзалов — Мурад
Гусейнага Садыков — Асад
Софа Беширзаде — Джамиля
Сусан Меджидова- Бильгеис
Шукуфа Юсифова — дочь Бадира
Халида Кулиева(в титрах — Халида Касумова) — Сона
Земфира Садыкова — Севда
Энвер Гасанов — Камиль
Шахмар Алекперов
Агахусейн Джавадов
Мухтар Маниев
Талят Рахманов 
Садых Гасанзаде
Алиаббас Гадиров
Эльдениз Зейналов
Абдул Махмудов

### Административная группа
оригинальный текст и автор сценария: Гусейн Аббасзаде
авторы сценария: Шамиль Махмутбеков, Фарман Каримзаде
режиссёр-постановщик: Шамиль Махмутбеков
оператор-постановщик: Расим Исмаилов
второй оператор: Юрий Варновский
художник-постановщик: Камиль Наджафзаде
композитор: Эмин Сабитоглу
звукооператор: Агахусейн Каримов
оператор комбинированных съёмок: Хамза Ахмедоглу
художник комбинированных съёмок: Мирза Рафиев
директор фильма: Талят Рахманов 